# Слободской дворец
Слободско́й дворе́ц — здание, находящееся в Москве на 2-й Бауманской улице. Располагается на месте усадьбы канцлера Алексея Бестужева-Рюмина. В 1767 году Екатерина II пожаловала его владения графу Александру Безбородко, у которого через десять лет имение выкупил Павел I для своей резиденции. Главный дом был перестроен архитектором Матвеем Казаковым.
После пожара 1812 года комплекс был реконструирован архитектором Доменико Жилярди при поддержке Афанасия Григорьева. С 1826-го находился в ведомстве Воспитательного дома, который организовал в стенах дворца ремесленное училище, из которого четыре десятилетия спустя (в 1868 году) выросло Императорское Московское техническое училище.

## История

### Предыстория участка
Бестужев-Рюмин
В 1749 году на заболоченном берегу реки Яузы начал строительство усадьбы канцлер Алексей Бестужев-Рюмин. Этот участок граф выбрал, чтобы находиться близ Лефортово, где нередко останавливалась Елизавета Петровна со свитой во время пребываний в Москве. Параллельно с этим вельможа возводил дом в Санкт-Петербурге на Каменном острове, поэтому московский проект под руководством архитектора Петра Гейдена продвигался медленно. Возведение здания было окончено в 1753 году. Главная роль в ансамбле отводилась парку с фигурными прудами, спускающимися к реке. Усадьба имела сложную п-образную структуру с возвышающейся центральной частью. Здание повторяло планировку столичного имения графа, чтобы он мог не изменять своим привычкам. Хозяин хотел сохранить нейтральность фасадов по сравнению с соседствующим Анненгофом, однако современники отмечали роскошь внутреннего убранства дома.
Отделочные работы в имении продолжались вплоть до 1758 года, когда из-за придворных интриг Бестужев-Рюмин впал в немилость государыни и был сослан в село Горетово, а его имущество конфисковали. Во время правления Екатерины II бывшего канцлера оправдали и дворец снова перешёл в его собственность. Однако, не желая больше участвовать в государственных делах, он предложил императрице выкупить московскую усадьбу в счёт казны за 34 тысячи рублей. По другим данным, Екатерина II приобрела строение уже после смерти вельможи у его наследников.
Орлов и Безбородко
В 1767 году эти владения пожаловали графу Алексею Орлову, который редко использовал новую усадьбу. Здание медленно ветшало, и в 1778-м его планировали разобрать на материалы для возведения царских покоев. В этот период дом выкупило ведомство строительства Екатерининского дворца, но задумка не была воплощёна в жизнь, и в 1787 году императрица даровала усадьбу канцлеру Александру Безбородко. По мнению исследователей, такой подарок вельможа получил как благодарность за сопровождение во время поездки в Крым. В его письмах к матери сохранилось описание этой милости:
Подарив дом, государыня повелела оный починкой исправить, надстроить и перестроить по данному от меня плану на счёт казённый, от Екатерининского нового здесь дворца. Таким образом, по милости её величества буду я иметь в Москве один из лучших домов и в самой здоровой части города.
Для реконструкции усадьбы Безбородко пригласил архитекторов Джакомо Кваренги, подготовившего проект нового дома, и Матвея Казакова. Некоторые исследователи полагают, что в работах также принимал участие Николай Львов. Новое здание было возведено на старом фундаменте и объединяло вместе прежние корпуса, убранство дворца оформили в стиле классицизм. Главный ризалит строения дополнили третьим этажом, центральный фасад украсили шестиколонным портиком, а задний — полукруглой террасой. Польский король Станислав Понятовский так описывал интерьеры дома:
Петербургский дом Безбородко, который богаче драгоценными картинами, не может равняться с московским в великолепии убранства. Многие путешественники, имевшие случай видеть Сен-Клу в то время, когда он вполне отделан был для французской короны, утверждают, что в украшении безбородкинского дома более пышности и вкуса. Золотая резьба на стульях работана в Вене, а лучшая бронза куплена у французских эмигрантов; в обеденном зале находится парадный буфет, которого уступы установлены множеством прекрасных сосудов, золотых, серебряных, коралловых и т. д. Обои чрезвычайно богаты; некоторые из них выписаны, другие деланы в России. Китайская мебель прекрасна.

### Владение Павла I
Павел I гостил в усадьбе Безбородко во время подготовки к коронации в 1797 году. По легенде, однажды он отметил, что внутренний сад дома стал бы отличным плацем для учений. Желая угодить монарху, вельможа велел за ночь разровнять участок и выкорчевать все деревья. Император был так впечатлён этим жестом, что приобрёл имение. По некоторым данным, он также пожаловал графу взамен пустующий участок ниже по течению Яузы близ Николоворобинского переулка.
В правление Павла I бывшую усадьбу Безбородко перестроили и она стала называться Слободским дворцом в честь Немецкой слободы, на территории которой располагалась. Для реконструкции здания пригласили Матвея Казакова, переоборудовавшего строение под московскую резиденцию императора. Работы велись круглосуточно, на них было задействовано 1600 человек. В расположенном по соседству Марлинском дворце устроили служебные помещения, которые соединили галереями с главным зданием. Дворец Лефорта, обустроенный для пребывания великих княжон, планировалось также объединить с комплексом, но эта идея не была осуществлена. Один из корпусов соединялся с деревянной домовой церковью, возведённой Елизвым Назаровым по проекту Василия Баженова.
Александр I останавливался в Слободском дворце во время коронационных празднований в 1801 году. 6 июля 1812 года в стенах этого здания император прочёл патриотическое воззвание к дворянству и купечеству. Воодушевлённые его речью москвичи начали сбор средств на военные нужды, не выходя из комнаты. Осенью того же года комплекс сильно пострадал от городского пожара, а Марлинский дворец был разрушен полностью. Вскоре группа архитекторов, состоящая из Алексея Бакарева, Ивана Таманского, Ивана Мироновского и Евграфа Тюрина, подготовила план восстановления здания, однако он не был осуществлён.

### Учебные заведения
В 1826 году по велению императрицы Марии Фёдоровны помещения перешли в ведомство Воспитательного дома, организовавшего в корпусах ремесленную школу для мальчиков-сирот. Для нужд училища архитектор Доменико Жилярди при поддержке Афанасия Григорьева перестроил дворец в 1827—1833 годах. Новое здание в стиле ампир возводилось на уцелевшем фундаменте, а также сохранило предыдущую планировку и высоту, однако общий объём усадьбы был увеличен за счёт добавления передних боковых корпусов. Жилярди отказался от свойственного тому времени устройства фасада с колоннадой, что добавило постройке выразительность. Это решение вызвало подражание в архитектуре начала 1840-х годов. В целях экономии от обильного декора отказались и главным украшением дворца стала многофигурная скульптура богини Минервы, которую разместили на аттике центрального фасада. Монумент выполнил художник Иван Витали. По красной линии владения расположилась ограда с белокаменными пилонами, украшенными скульптурами лежащих львов, а во дворе дома — церковь святой Марии Магдалины.
К 1868 году академию переименовали в Императорское московское техническое училище. Оно занималось подготовкой механиков и инженеров-строителей. В 1905-м в стенах комплекса проходила прощальная панихида по революционеру Николаю Бауману, гроб с телом которого был выставлен в одном из залов. В 1913 году по проекту архитектора Льва Кекушева часть боковых корпусов надстроили дополнительным этажом.
После Октябрьской революции дворец продолжили использовать для нужд учебного заведения, однако к 1918 году его переименовали в Московское высшее техническое училище. В 1930-м оно получило название Механико-машиностроительный институт имени Баумана. Позднее строение дополнили помещением Главного бюро пропусков. В середине XX века на территории академии проходили масштабные работы по благоустройству: был очищен белокаменный цоколь главного здания и перекрашена ограда. По некоторым данным, именно в это время на южных воротах появилась советская символика. 30 августа 1960 года комплекс передали под охрану государства. Тогда же на Рубцовской набережной было закончено строительство многоэтажного главного здания (архитектор Л. К. Комарова), полностью закрывшего один из фасадов дворца. Через 29 лет училище получило название Московского государственного технического университета имени Н. Э. Баумана.

## Современность
К началу XXI века строения обветшали, были утеряны фрагменты ограды. В 2005 году в честь 175-летия университета территорию облагородили. В ходе работ здание Главного бюро пропусков перестроили, за счёт чего его центральный ризалит стал выступать за красную линию.